# Перец бен-Илия
Перец бен-Илия из Корбейля, кратко Рап (др.-евр. ר״ף‬) — французский тосафист второй половины XIII века.

## Биография
Сын талмудиста рабби Илии из Typa и ученик рабби Иехиеля из Парижа, Исаака из Корбейля и Самуила из Эврё.
Был ректором раввинской школы в Корбейле (Корбей-Серф). Среди его учеников числятся многие выдающиеся раввины XIV века; его комментарии усердно изучались во Франции, Германии и Испании, и о нём распространилась слава как о крупном талмудическом авторитете.
Умер там же в 1295 году.

## Труды
- Глоссы к «Сефер мицвот катан» (Semak, סמ״ק) или «Амудей ха-гола» рабби Исаака из Корбейля (Кремона, 1556, вместе с текстом «Semak»).
- Комментарии к Талмуду, известные под названиями «Тосафот», «Шита», «Нимуким», «Хидушим», «Периша»;

лишь один комментарий к трактату Баба Меция сохранился в первоначальной редакции; комментарии к другим трактатам подверглись различным изменениям и известны под названием тосафот учеников Переца;
комментарии к Баба Кама и Сангедрин были изданы Авраамом Венано (Abraham Venano) в Ливорно (1819), а комментарий к десятой главе трактата Песахим сохранился в «Mordechai»;
многие новеллы Переца вошли в «Шита мекубецет» рабби Бецалеля Ашкенази.
- Глоссы к ритуальному сборнику «TaSCHBaZ» рабби Самсона бен-Цадока (Samson ben Zadok, Кремона, 1556—61, вместе с текстом).